# 名倉直美
名倉 直美（なぐら なおみ）は、日本の実業家。三井不動産ビルマネジメント社長を務めた。

## 人物・経歴
静岡県出身。1981年早稲田大学法学部卒業、三井不動産入社。ビルディング本部千代田開発部長を経て、2008年ビルディング本部オフィスマネジメント部長。2012年ビルディング本部法人営業統括部長。
2013年から三井不動産ビルマネジメント社長を務め、オフィスビルでのイベント開催などにあたった。2018年同会長。